# Карл Йозеф Австрийский
Карл Йозеф Австрийский (нем. Karl Joseph von Österreich; 7 августа 1649, Вена — 27 января 1664, Линц, эрцгерцогство Австрия над Энсом) — эрцгерцог Австрийский, епископ Оломоуца, епископ Пассау и архиепископ Вроцлава, 47-й великий магистр Тевтонского ордена.

## Биография

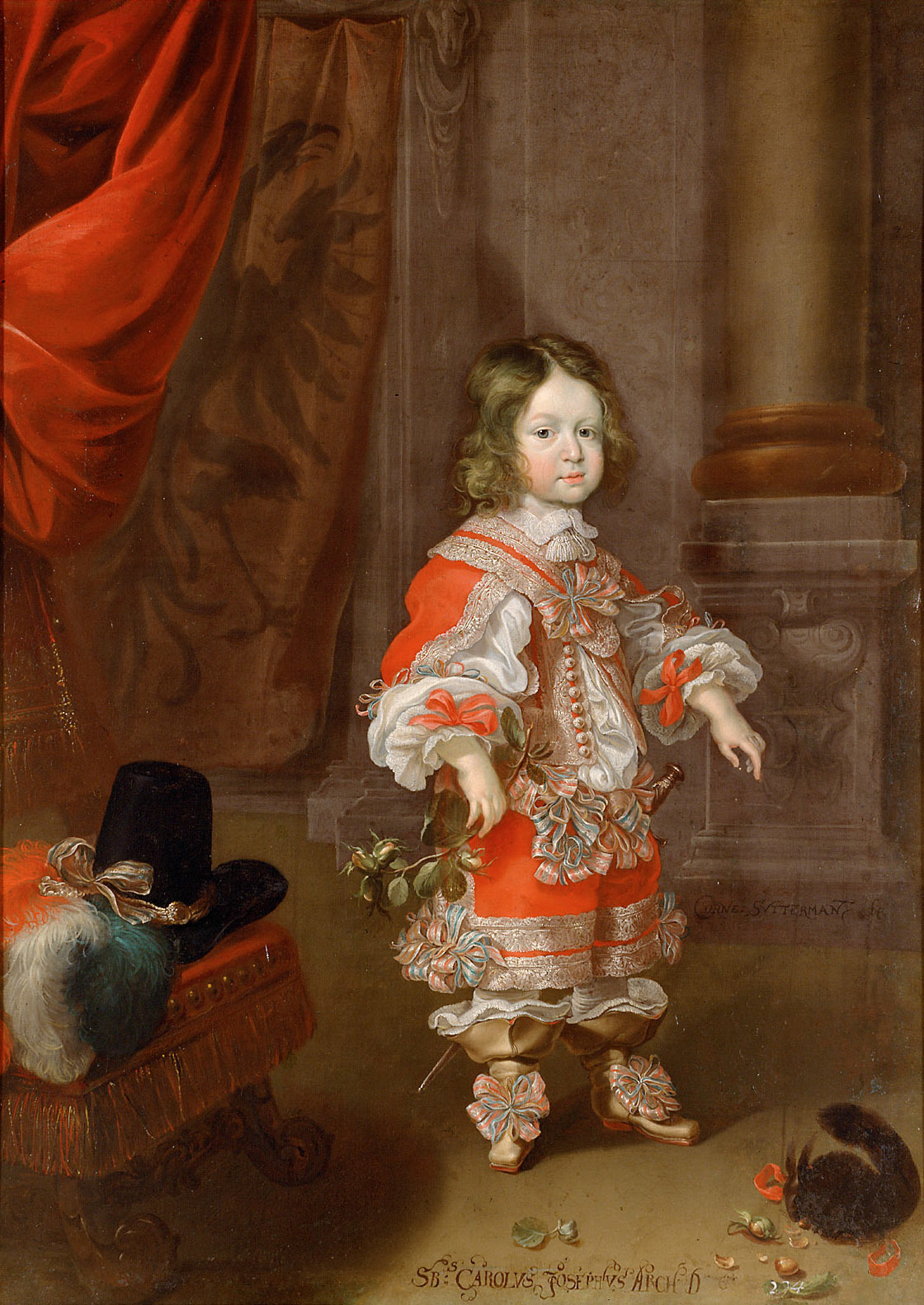
Карл Йозеф Австрийский в детстве.

Сын императора Священной Римской империи Фердинанда III и Марии Леопольдины, эрцгерцогини Австрийской. В 13 лет он уже стал епископом Оломоуца и Пассау. После смерти его дяди Леопольда Вильгельма Австрийского в 1662 году, он унаследовал большую коллекцию произведений искусства, стал Великим магистром Тевтонского ордена, а 23 февраля 1663 года стал архиепископом Вроцлавским под именем Карла III. Свой сан Карл получил от папы римского Александра VII.
Из-за своего юного возраста (он умер в 15 лет), Карл так и не смог полностью исполнять свои обязанности. Как и его родители, он похоронен в фамильной усыпальнице Габсбургов в венской Капуцинеркирхе.